# Highlander – Die Quelle der Unsterblichkeit
Highlander – Die Quelle der Unsterblichkeit (Original: Highlander – The Source) wurde am 15. September 2007 auf dem SciFi-Channel veröffentlicht und ist der fünfte Teil der auf den Film Highlander – Es kann nur einen geben folgenden Kinofilmserie, dessen englischer Fassung allerdings der Weg in die Kinos versagt blieb. Nach Angaben der Produzenten soll „The Source“ der erste Teil einer geplanten Trilogie gewesen sein, die Nachfolgerfilme sind bislang jedoch kaum über die Ankündigung hinausgekommen. In Deutschland wurde der Film am 8. Mai 2008 als DVD veröffentlicht.
Wie die vorigen Kinofilme auch, ignoriert „The Source“ etliche Details der anderen Produktionen und durchbricht so die Kontinuität der Geschichte. Der Film baut in etwa auf den im ersten Kinofilm und der Highlander-TV-Serie dargestellten Ereignissen auf.

## Personen
- Duncan MacLeod, ein schottischer Clansmann, der weitläufig mit dem berühmten Connor MacLeod verwandt ist. Duncan war bereits Protagonist im Film „Endgame“ und in der TV-Serie.
- Anna Teshemka, Duncans Ehefrau
- Joe Dawson, ein Kneipenwirt und Musiker, der seit langem Duncans bester Freund ist
- Methos, mit einem Alter von mehr als 5000 Jahren der älteste bislang bekannte Unsterbliche
- Zai Jie, ein Unsterblicher
- Reggie, ein Unsterblicher, der sich in der Informationstechnik auskennt
- Kardinal Giovanni, ebenfalls ein Unsterblicher, doch gleichzeitig ein „moderner“ gläubiger Christ, der die neueste Informationstechnik nutzt und einen Modestil wie aus dem Film „Matrix“ bevorzugt
- Der „Wächter“, ein Unsterblicher aus der Urzeit, der einem extrem langsamen Verfall unterliegt und deshalb inzwischen einem Zombie ähnlicher sieht als einem Menschen. Seine extreme, übernatürliche Schnelligkeit macht ihn allen anderen Unsterblichen im Kampf überlegen.
- Der „Älteste“, ein körperlich degenerierter Unsterblicher aus der Urzeit. Im Gegensatz zu seinem früheren Gefährten kann er sich kaum noch bewegen.

## Handlung
Der Film spielt einige Jahre in der Zukunft. Die Informationstechnik hat sich deutlich weiterentwickelt, die Gesellschaft scheint dagegen rapide dem Untergang entgegenzugehen – zumindest an den Schauplätzen des Geschehens in Litauen.
Duncan treibt ziellos herum. Einige andere Unsterbliche haben sich dagegen entschlossen, nach der „Quelle“ der Unsterblichkeit zu suchen. Zai Jie ist dabei bisher am weitesten gekommen. Er dringt in einen Fernsehturm ein und informiert von dort aus seine Gefährten, doch die Verbindung ist so schlecht, dass er nur einen Teil seines Wissens übermitteln kann, bevor der „Wächter der Quelle“ über ihn herfällt und ihn enthauptet. Die Nebeneffekte der „Belebung“ sind so stark, dass der Turm komplett zerstört wird.
Reggie hat inzwischen herausgefunden, dass die Planeten in kurzer Zeit eine ganz besondere Konstellation einnehmen werden und dann alle in einer Linie angeordnet sind (Konjunktion). Diese Konstellation hat auch in der Astrologie besondere Bedeutung und deutet darauf hin, dass etwas ganz Außerordentliches geschehen wird.
Der frühere „Beobachter“ Joe Dawson wird von Methos gebeten, nach Duncan zu suchen. Dawson findet Duncan, der unmittelbar nach Zai Jies Tod auf den Wächter gestoßen ist und gerade gegen ihn kämpft. Der Wächter zieht sich aus dem Kampf zurück. Duncan will das Gefecht fortsetzen, obwohl er gegen den mit übernatürlicher Schnelligkeit ausgestatteten Wächter chancenlos ist. Er wird aber von Dawson mit einem auf ihn abgefeuerten Pistolenschuss daran gehindert. Dawson bringt Duncan zu den anderen in ein Kloster, wo ein Treffen mit dem „Ältesten“ stattfindet. Hier taucht auch Anna auf, die von Visionen hergeführt wurde.
Der „Älteste“ stammt aus derselben Urzeit wie der Wächter und berichtet, dass bereits damals Unsterbliche gegeneinander kämpften und nach der „Quelle“ suchten. Die beiden letzten besiegten den bisherigen Wächter und wurden verflucht. Einer der beiden wurde der neue Wächter. Der Älteste kann selbst nichts mehr tun und empfiehlt, Anna zu folgen und sich an ihre Visionen zu halten. Er warnt davor, dass die Unsterblichen immer mehr von ihren Kräften einbüßen werden, je näher sie der Quelle kommen.
Reggie und Dawson treiben sich in der Zwischenzeit auf dem Klostergelände umher. Der Wächter bricht das Gesetz der Unsterblichen, niemals auf heiligem Boden zu kämpfen. Er greift beide nacheinander an und besiegt sie ohne Schwierigkeiten. Duncan kommt dazu. In dem Bestreben, Dawson zu retten, wirft er sein Katana nach dem Wächter und durchbohrt dessen Kehle. Doch der Gegner ist nicht ernsthaft verletzt. Er zieht die Waffe heraus, zerbricht sie und tötet Dawson mit dem Rest der Klinge. Dann entfernt er sich. Duncan stellt entsetzt fest, dass die Fähigkeit der Unsterblichen, ihresgleichen zu erspüren und so vor jeder Annäherung gewarnt zu sein, beim Wächter versagt. Joe wird begraben, und die Verbliebenen machen sich auf den Weg zu einer Insel, wo Reggie anhand der bisherigen Informationen den Standort der „Quelle“ lokalisiert hat.
Der Kapitän des zur Insel fahrenden Schiffes warnt seine Passagiere: Dort treiben sich nur noch kannibalische Wahnsinnige umher. Tatsächlich kommt es gleich nach der Ankunft in einem verlassenen Dock zu einem blutigen Gefecht, weil Duncan nicht dulden will, dass die Mitglieder einer Schlägertruppe nur zum Spaß einen Gefangenen verbrennen. Die Gruppe nimmt sich einen Lieferwagen und fährt zu einem verlassenen Haus, das in der Nähe der „Quelle“ gelegen ist. 
In der Nacht wird Reggie erneut vom Wächter angegriffen und besiegt. Duncan ersetzt seine zerstörte Waffe durch zwei chinesische Schmetterlingsschwerter. Die Gefährten nehmen Reggies Körper mit und stellen am Morgen entsetzt fest, dass die Wiederbelebung ausbleibt. Die Unsterblichen sind sterblich geworden und jetzt auch für die sich in der Gegend umhertreibenden Wahnsinnigen keine nahezu unbesiegbaren Gegner mehr.
Reggie wird begraben und der Weg wird fortgesetzt. Wenig später gerät die Gruppe in einen Hinterhalt und wird durch vergiftete Armbrustbolzen außer Gefecht gesetzt.
In der Nacht soll das kannibalische Festmahl stattfinden, doch der Wächter befreit Anna und zwingt sie, ihn zur „Quelle“ zu begleiten. Wenig später hat Giovanni Glück. Die vielen Lagerfeuer werden von den Feiernden nicht überwacht. Eine außer Kontrolle geratene Flamme brennt eine von Giovannis Fesseln durch und er kann sich völlig befreien. Anstatt den anderen zu helfen, nimmt er sich ein Schwert und macht sich allein auf den Weg zur Quelle, in dem Glauben, Gott habe ihn auserwählt, „der Eine“ zu sein. Das Feuer brennt weiter, und schließlich kommt auch Duncan frei, der dann Methos losmacht. Die beiden folgen Giovanni und erreichen ihn, als der Kardinal gerade von einigen Einheimischen umringt und angegriffen wird. Duncan rettet den Bedrängten, doch Methos hält sich zurück und greift erst im letzten Moment ein, um Duncans Tod zu verhindern, während Giovanni bereits weitereilt. Methos glaubt, dass Duncan aufgrund seiner immer wieder aufs Neue bewiesenen Integrität der Auserwählte ist. Er sagt das seinem Freund, nimmt ein Pferd und lockt die restlichen Verfolger hinter sich her, während Duncan sich ungefährdet wieder auf den Weg zur Quelle macht.
Giovanni wähnt sich bereits dicht vor dem Ziel, da wird er vom Wächter gestellt. Er ist so überrascht über das plötzliche Ende seines Weges, dass er sich widerstandslos enthaupten lässt. Die sonst nach dem endgültigen Tod eines Unsterblichen übliche „Belebung“ bleibt auch hier aus.
In einer banalen Sandgrube inmitten der Wälder kommt es zum Showdown: Die Planeten sind inzwischen in einer Linie angeordnet und so groß zu sehen, als wären sie kaum weiter als der Mond entfernt. Übernatürliche Leuchterscheinungen baden Anna in einem strahlenden Licht. Der Wächter stellt Duncan zum Kampf und der nimmt an, da er nicht nur seine Kräfte zurückgewonnen hat, sondern offenbar ebenso übernatürlich schnell und stark wie der Wächter ist. Duncan gewinnt den Kampf und der Wächter fordert ihn auf, den Kopf zu nehmen. Doch Duncan verweigert das. Das ist anscheinend die richtige Entscheidung, denn der Wächter löst sich unter Getöse in einer Lichtkaskade auf und beklagt, er sei für immer verflucht.
Anna ist inzwischen immer tiefer ins Licht vorgedrungen. Duncan folgt ihr. Als die beiden beisammen sind, stellt sie fest: „Ich spüre Leben, ich spüre unser Kind.“ Duncan stellt fest: „Er ist der Eine.“ 

## Produktion
2001 begannen die Produzenten des vorigen Films „Endgame“ damit, einen fünften Film zu planen und diese Idee mit Fans zu diskutieren. Die Dreharbeiten begannen 2005 in Litauen. Die Firma Lionsgate plante zunächst, den Film 2006 zu veröffentlichen. Dieser Termin wurde mehrmals verschoben. Eine „russische Version“ kam in Russland auf den Markt und wurde sehr schnell illegal verbreitet. Die Kritiken waren teilweise vernichtend, und der Film wurde nachproduziert, erweckte aber letztlich nicht den Eindruck, er könnte ein Erfolg an den Kinokassen werden. Lionsgate veröffentlichte „The Source“ schließlich als Fernsehfilm.
Es existieren noch Versionen in anderen Sprachen, darunter auch eine deutsche.

## Kritiken
Die Reaktionen der Zuschauer reichen von verhalten bis vernichtend. Da der Film nicht in die Kinos kam, wurde er von den professionellen Kritikern weitgehend ignoriert. 

„Nach vier Kinofilmen und etlichen Fernsehversionen ist diese in allen Belangen mediokre (Fernseh-)Neuauflage das erschreckende Beispiel dafür, wie eine Fantasy-Idee zu Tode geritten werden kann.“